# Léopold Standaert
Léopold Standaert va ser un regatista belga que va competir a començaments del segle xx.
El 1920 va prendre part en els Jocs Olímpics d'Anvers, on va guanyar la medalla de bronze en els 8 metres (1919 rating) del programa de vela, a bord de l'Antwerpia V.
Quatre anys més tard, als Jocs de París, fou cinquè en la competició de 6 metres del programa de vela.